# Teorema lui Barbier

Aceste poligoane Reuleaux au lățime constantă și toate au aceeași lățime. Prin urmare, prin teorema lui Barbier au, de asemenea perimetre egale.

În geometrie, teorema lui Barbier afirmă că fiecare curbă de lățime constantă are perimetrul de π ori lățimea sa, indiferent de forma sa exactă.  Această teoremă a fost pentru prima dată publicată de  Joseph-Émile Barbier în 1860.

## Exemple
Exemplele cele mai cunoscute de curbe de lățime constantă sunt cercul și triunghiul Reuleaux. Pentru un cerc, lățimea este egal cu diametrul; un cerc de lățime w are perimetrul πw. Un triunghi Reuleaux de lățime w este format din trei arce de cerc cu raza w. Fiecare dintre aceste arce are unghiul la centru π/3, astfel încât perimetrul triunghiului cu lățimea w este egal cu jumătate din perimetrul unui cerc de rază w și, prin urmare, este egal cu πw. O analiză similară a altor exemple simple, cum ar fi poligoanele Reuleaux, dă același răspuns.

## Demonstrații
Teorema  folosește proprietățile sumei Minkowski. Dacă K este un corp de lățime constantă w, atunci suma  Minkowski de K și rotație 180° este un disc cu raza w și perimetrul 2πw. Totuși, suma Minkowski acționează liniar pe perimetrele corpurilor convexe, astfel încât perimetrul lui K trebuie să fie jumătate din perimetrul acestui disc, care este  πw cum afirmă teorema.
Alternativ, teorema urmează imediat din formula Crofton în  geometria integrală conform căruia lungimea oricărei curbe este egală cu măsura setului de linii care traversează curba, înmulțită cu numărul de traversări. Oricare două curbe care au aceeași lățime constantă sunt traversate de seturi de linii cu aceeași măsură, și, prin urmare, au aceeași lungime. Din punct de vedere istoric, Crofton a definit formula mai târziu, și independent de teorema lui  Barbier.
O dovadă probabilistică elementară a teoremei pot fi găsită la „Buffon's noodle”.

## Dimensiuni mari
Analogul teoremei lui Barbier pentru suprafețe cu lățime constantă este fals. În particular, sfera unitate are aria {\displaystyle 4\pi \approx 12.566}, în timp ce suprafața de rotație a unui triunghi Reuleaux cu aceeași lățime constantă are aria{\displaystyle 8\pi -{\tfrac {4}{3}}\pi ^{2}\approx 11.973}.

## References
1. ↑  Lay, Steven R. (2007), Convex Sets and Their Applications, Dover, Theorem 11.11, pp. 81–82, ISBN 9780486458038.
2. ↑  Barbier, E. (1860), „Note sur le problème de l'aiguille et le jeu du joint couvert” (PDF), Journal de mathématiques pures et appliquées, 2e série (în French), 5: 273–286.
3. ↑  The Theorem of Barbier (Java) at cut-the-knot.
4. ↑  Sylvester, J. J. (1890), „On a funicular solution of Buffon's "problem of the needle" in its most general form”, Acta Mathematica, 14 (1): 185–205, doi:10.1007/BF02413320.
5. ↑  Bayen, Térence; Henrion, Didier (2012), „Semideﬁnite programming for optimizing convex bodies under width constraints”, Optimization Methods and Software, 27 (6): 1073–1099, doi:10.1080/10556788.2010.547580.